# 10215 Lavilledemirmont
10215 Lavilledemirmont este un asteroid din centura principală de asteroizi.

## Descriere
10215 Lavilledemirmont este un asteroid din centura principală de asteroizi. A fost descoperit pe 20 septembrie 1997 la Observatorul din Ondřejov de Lenka Šarounová. Asteroidul prezintă o orbită caracterizată de o semiaxă mare de 2,97 ua, o excentricitate de 0,16 și o înclinație de 0,7° în raport cu ecliptica.